# Alter Ego (låt)
"Alter Ego" är en låt framförd av det cypriotiska rockgruppen Minus One. 
Låten är Cyperns bidrag till Eurovision Song Contest 2016 i Stockholm. Den framfördes i den första semifinalen i Globen den 10 maj 2016.

## Komposition och utgivning
Låten är skriven av Minus One själva i samarbete med Thomas G:son. Singeln släpptes för digital nedladdning den 22 februari 2016, tillsammans med en officiell musikvideo som hade premiär på CyBC 1.
Videon är regisserad av Emilios Avraam och förutom bandet medverkar även fotomodellen Andria Aletrari och en varg vid namn Ares.